# Tepi (Éthiopie)
Pour les articles homonymes, voir Tepi et Tippi.
Tepi (aussi Tippi ou Tapi) est une ville et un woreda du sud-ouest de l'Éthiopie située dans la zone Sheka de la région Éthiopie du Sud-Ouest. Tepi a 24 829 habitants en 2007. Principale agglomération de la zone Sheka et ancien chef-lieu du woreda Yeki, Tepi obtient elle-même le statut de woreda au début des années 2020.

## Situation
Tepi se situe vers 1 200 m d'altitude, 50 km au nord-ouest de Mizan Teferi et près de 130 km à l'ouest de la capitale régionale Bonga.
Depuis Tepi, des routes partent vers Mizan Teferi (au sud), Bonga (à l'est), Gore (au nord) et Meti (à l'ouest).

## Population et statut
Le recensement national de 2007 fait état de Tepi en tant que chef-lieu du woreda Yeki. Peuplée de 24 829 habitants, elle est alors la principale agglomération de la zone Sheka devant Masha.
Elle obtient le statut de woreda au début des années 2020 et forme désormais un district de 13,7 km2 enclavé dans Yeki,.

## Histoire
La ville tiendrait son nom d’un homme de la tribu Majangir qui y possédait une ruche, dans le grand arbre qui se trouve sur le marché.
L'aéroport (en) ne fonctionne plus depuis 2014.
Tepi dispose [Quand ?] d'un hôpital, d'un bureau de poste, d'une école primaire et d'un lycée. L'électricité y est disponible depuis 1984.
Comme toute la zone Sheka, Tepi est passée en 2021 de la région des nations, nationalités et peuples du Sud à la région Éthiopie du Sud-Ouest nouvellement créée. Elle obtient le statut de woreda dans la nouvelle région[réf. souhaitée].